# Louise Charlotte Françoise de Montesquiou
Louise Charlotte Françoise de Montesquiou, född 25 juni 1765, död 29 maj 1835, var en fransk hovfunktionär.
Hon var dotter till Charles-François-César Le Tellier de Montmirail och gifte sig 1780 med Pierre de Montesquiou-Fezensac. Hon var guvernant för Napoleons son mellan 1810 och 1815. Hon var omtyckt av honom och han kallade henne Maman Quiou. Hon följde initialt också med honom till Wien efter Napoleons abdikation.